# Radek John
Radek John, né le 6 décembre 1954 à Prague, est un journaliste et homme politique tchèque, ancien membre du parti des Affaires publiques (VV).

## Biographie

### Formation et carrière
Après avoir étudié à l'Académie du film de Prague (FAMU), il travaille comme journaliste dans la presse écrite, devenant rédacteur en chef de Mladý svět. Il est ensuite scénariste et auteur. L'un de ses romans, « Memento », est traduit en dix langues différentes.
En 1994, il est recruté par TV Nova et présente « Na vlastní oči », un magazine d'investigation. En parallèle et jusqu'en 2009, il anime plusieurs autres émissions, dont un talk-show matinal.

### Engagement politique
Ayant abandonné sa profession, il effectue, en avril 2009, un don de cinquante mille couronnes au parti des Affaires publiques (VV), formation centriste et libérale. À peine deux mois plus tard, il est porté à la présidence du parti.
À l'occasion des élections législatives des 28 et 29 mai 2010, VV réalise un score de 10,9 % des suffrages, ce qui lui accorde 24 sièges, sur 200, à la Chambre des députés. Le parti négocie alors avec le Parti démocratique civique (ODS) et TOP 09 la formation d'une coalition gouvernementale. Le 13 juillet, Radek John est nommé vice-président du gouvernement et ministre de l'Intérieur du gouvernement dirigé par Petr Nečas.
Lors du remaniement du 19 avril 2011, consécutif à un scandale de corruption touchant Vít Bárta, un dirigeant des VV, il perd le ministère de l'Intérieur mais devient président du comité gouvernemental de coordination de la lutte contre la corruption. Relevé de ses fonctions gouvernementales le 20 mai suivant, à la suite de désaccords avec le président du gouvernement, il est réélu à la tête des Affaires publiques trois jous plus tard. Le 1er juillet, la vice-présidente du parti, Karolína Peake, lui succède au gouvernement.